# Saint-Bonnet-de-Chavagne
Saint-Bonnet-de-Chavagne – miejscowość i gmina we Francji, w regionie Owernia-Rodan-Alpy, w departamencie Isère. Nazwa miejscowości pochodzi od imienia św. Boneta.
Według danych na rok 1990 gminę zamieszkiwało 378 osób, a gęstość zaludnienia wynosiła 25 osób/km² (wśród 2880 gmin regionu Rodan-Alpy Saint-Bonnet-de-Chavagne plasuje się na 1254. miejscu pod względem liczby ludności, natomiast pod względem powierzchni na miejscu 764.).